# Singham
Singham è un film di azione hindi del 2011 diretto da Rohit Shetty e prodotto da Reliance Entertainment, basato su una sceneggiatura scritta da Yunus Sajawal e Farhad-Sajid. È il primo film dell'universo dei film polizieschi di Shetty. Remake del film tamil del 2010 omonimo diretto da Hari, il film vede Ajay Devgn nella parte del protagonista Bajirao Singham, affiancato da Kajal Aggarwal e Prakash Raj, che riprende il suo ruolo originale.
Il film è stato distribuito nelle sale indiane il 22 luglio 2011 ottenendo un ottimo successo al botteghino; ha incassato 876 milioni di rupie in India il primo giorno e un totale mondiale di 1,57 miliardi di rupie con un budget di 410 milioni di rupie.
Dopo il successo del film, Devgn e Shetty hanno collaborato per il sequel Singham Returns (2014). Devgn ha ripreso il suo ruolo in Simmba (2018) e Sooryavanshi (2021) di Shetty, che insieme formano l'universo dei film polizieschi di Shetty.
Home Video
A partire dal 9 Giugno 2025 il film è stato distribuito per la prima volta in Europa in Blu-ray per l'etichetta italiana Legends Collection Pictures in lingua originale Hindi con sottotitoli in italiano e inglese.

## Trama
L'ispettore Rakesh Kadam è un poliziotto onesto che finisce per suicidarsi a causa delle false accuse di corruzione mosse contro di lui da Jaikant Shikre, un boss del crimine, imprenditore e politico a Goa che gestisce diversi racket come rapimenti, estorsioni e contrabbando. La moglie di Kadam, Megha, giura vendetta contro Jaikant davanti a lui, esclamando che Dio gli farà giustizia per questo atto.
La storia si sposta a Shivgad, un piccolo villaggio vicino al confine tra Goa e Maharashtra. Bajirao Singham, un poliziotto onesto come Kadam, è a capo della stazione di polizia di Shivgad. In qualità di ufficiale di stazione incaricato del suo paese, risolve la maggior parte dei problemi del suo paese in modo informale e senza depositare le schede, guadagnando così molta reputazione e amore dagli abitanti del villaggio. Gautam "Gotya" Bhosle è un industriale e amico dell'infanzia del padre di Bajirao, Manikrao "Manya" Singham. Viene a Shivgad con sua moglie e le figlie Kavya e Anjali. Alla fine, Singham e Kavya si innamorano l'uno dell'altra. Il loro corteggiamento si svolge attraverso una serie di eventi comici in cui lei inizialmente lo odia dopo che l'ha schiaffeggiata quando viene sorpresa a spaventare gli abitanti del villaggio travestita da fantasma, ma poi cambia idea quando vede la sua natura onesta e semplice e scopre che vuole scusarsi per il suo comportamento.
Tutto sembra procedere senza intoppi fino a quando Jaikant, a cui viene concessa una cauzione condizionale per un omicidio che ha commesso, è tenuto a recarsi a Shivgad per firmare la cauzione ogni quindici giorni. Su raccomandazione del suo principale luogotenente, Shiva Naik, invece invia uno dei suoi alleati, Vitthal Dalvi, e i suoi uomini, per fare le formalità, causando l'ira di Singham che pretende che Jaikant firmi la cauzione di persona entro le prossime quattro ore. Un arrabbiato Jaikant arriva a Shivgad per affrontare Singham, ma gli abitanti del villaggio, sentendo i suoi commenti contro Singham, minacciano di finirlo, danneggiando i veicoli del suo convoglio in un spettacolare dimostrazione di potere pubblico.
Singham chiede al suo assistente, Ramesh Kelkar, di portare il registro contenente i dati di Jaikant, impone l'impronta del pollice della mano sinistra di Jaikant sul registro e gli intima di continuare a firmare la cauzione per i restanti 14 giorni, mentre un umiliato Jaikant guarda terrorizzato dal coraggio di Singham e lascia il villaggio a piedi in segno di protesta, rifiutandosi di viaggiare su ruote. Sull'autostrada, mentre si ferma in un punto, ricorda la sua umiliazione, apprende il passato di Singham da Shiva attraverso una fonte e, usando i suoi contatti politici, fa trasferire Singham a Goa per vendicarsi.
Singham, ignaro della mano di Jaikant dietro il suo trasferimento, si unisce alla stazione di polizia di Colva a Goa come responsabile, quando il primo giorno si trova di fronte a Jaikant, che mostra a Singham la sua vera natura e cerca di intimidirlo menzionando come l'agente che lo precedeva abbia finito per suicidarsi, avvertendo Singham che ha intenzione di disturbarlo fino all'ultimo. Alla fine, durante una discussione con i suoi colleghi e junior, il sottoispettore Dev Phadnis, il sottoispettore Abbas Malik e l'agente capo Prabhu Sawalkar, Singham scopre che i tre agenti odiano Jaikant per i suoi crimini, ma non sono in grado di prendere provvedimenti a causa del potere politico di Jaikant. L'ispettore capo Satyam Patkar, maggiore di Singham, è sul libro paga di Jaikant e si preoccupa di nascondere ed eliminare le prove del crimine di Jaikant dagli occhi della legge. Singham, dopo aver appreso la tragedia di Kadam dai colleghi e da Megha, e prendendo spunto da ciò che ha già visto, cerca di portare la questione all'attenzione del DGP Vikram Pawar, ma si rivela inutile perché non ci sono prove contro Jaikant e Patkar. Il ministro locale Narvekar si aggiunge presto ai problemi di Singham quando si rifiuta di sostenerlo contro Jaikant, lanciando poi quest'ultimo come candidato del suo partito politico locale. Sentendosi sconfitto e torturato mentalmente da Jaikant senza limiti, un preoccupato Singham medita di tornare a casa, ma viene fermato da Kavya, che lo incoraggia a combattere contro il male e a non scappare come un codardo. A quel punto, alcuni scagnozzi di Jaikant lo attaccano e lui, rendendosi conto dell'inutilità di tornare a Shivgad, picchia brutalmente gli scagnozzi e li rinchiude.
Singham arresta poi Shiva in un falso caso di contrabbando di alcolici, dopo averlo incastrato per strappare il mandato di cattura contro gli scagnozzi, che era venuto a liberare, e ricordando agli agenti che Shiva, su ordine di Jaikant, aveva messo delle mazzette di denaro nella jeep di Kadam. In seguito, ostacola Patkar sotto gli occhi del pubblico quando Patkar, vincolato dai suoi doveri verso Jaikant, cerca di pagare la cauzione a Shiva. Jaikant rapisce Anjali, la sorella minore di Kavya, per ottenere un riscatto nel giorno del suo compleanno. Salvandola, Singham riesce a risalire a Jaikant e ad affrontare Narvekar con la sua squadra in preda alla rabbia, ma non riesce ad arrestarlo perché vince le elezioni ed è destinato a diventare ministro del governo di Goa.
Il partito di Jaikant vince le elezioni e consegna a Singham l'ordine di trasferimento per tornare a Shivgad entro 24 ore. Quella sera, durante una funzione di polizia organizzata per gli agenti con le loro famiglie, Singham affronta gli agenti, in particolare Pawar e Patkar, per non aver rispettato i loro doveri e per essere stati disonesti e infedeli alla loro professione proteggendo Jaikant. In un primo momento, Patkar rimprovera Singham, ma, colti dal senso di colpa, Phadnis, Abbas e Sawalkar decidono di aiutare Singham a combattere Jaikant. Presto si unisce a lui l'intera polizia di Goa, con l'appoggio di Pawar, e tutti invadono la casa di Jaikant per ucciderlo, con Patkar che, con un colpo di scena, si rivela a favore di Singham. Jaikant alla fine riesce a fuggire ma, dopo aver corso per la città, viene arrestato dalla polizia il mattino seguente. Lo portano alla stazione di polizia e lo uccidono sulla sedia di Kadam, minacciando Shiva, un attimo dopo la resa dei conti, di cambiare la sua dichiarazione. In una conferenza stampa, mentre dimostrano la colpevolezza di Jaikant e Narvekar, Pawar e Singham scagionano il defunto Kadam da tutte le accuse di corruzione.
Il film si conclude con Singham e gli altri agenti di polizia che salutano Megha.

## Colonna sonora
Musiche di Ajay-Atul.
1. Kunal Ganjawala, Richa Sharma – Maula Maula – 4:04
2. Shreya Ghoshal, Ajay Gogavale – Saathiya – 5:10
3. Sukhwinder Singh – Singham – 5:50